# Stefan Beyer (Komponist)
Stefan Beyer (* 1981 in Braunschweig) ist ein deutscher Komponist.

## Leben
Stefan Beyer absolvierte zunächst ein Studium der Geschichte und Musik (Lehramt für Gymnasium) an der Universität Leipzig, bevor er seine künstlerische Ausbildung als Komponist an der Hochschule für Musik und Theater Felix Mendelssohn Bartholdy in Leipzig (bei Claus-Steffen Mahnkopf und Wolfram Schurig), sowie an der Akademie für Musik und Theater in Göteborg (unter Ole Lützow-Holm) erhielt. Nach Abschluss der Meisterklasse an der Leipziger Musikhochschule erhielt er Lehraufträge im Fach Instrumentation am dortigen Kompositionsinstitut. Seine Werke wurden auf zahlreichen Festivals und Konzertreihen Neuer Musik präsentiert und er erhielt internationale Preise (u. a. Toru-Takemitsu-Award) und Arbeitsstipendien in Los Angeles (Villa Aurora), Freiburg (SWR Experimentalstudio) und Paris (Cité des Arts).
Stefan Beyer gehört dem Mitarbeiterstab der Zeitschrift „Musik und Ästhetik“ an und publiziert regelmäßig zu Themen Neuer Musik. Er initiierte mit Felix Pätzold und Kai Johannes Polzhofer den Kunstverein forma Leipzig e.V. und leitet seit 2010 als Vorstandsvorsitzender dessen Arbeit, wo er gemeinsam mit der Lyrikerin Anja Kampmann eine Veranstaltungsreihe zu Neuer Musik und Gegenwartsliteratur kuratiert.
Von 2024 bis 2026 ist Stefan Beyer gemeinsam mit Mark Barden Jurymitglied der Sparte Komposition für das Residenzprogramm der Stiftung Künstlerdorf Schöppingen.
Stefan Beyer lebt in Berlin.